# Quantum of Solace (videojuego)
Quantum of Solace (también conocido como 007 Quantum of Solace) es un videojuego de acción en primera y tercera persona desarrollado por Activision y Treyarch para las plataformas de PlayStation 2, PlayStation 3, Wii, Nintendo DS, Xbox 360 y Windows. Está basado en las películas Casino Royale (2006) y Quantum of Solace (2008).
Dos de sus ventajas son la buena banda sonora y el parecido facial de los protagonistas, este juego ha sido uno de los mejores juegos de James Bond, sin contar con la gran adaptación de la película 1917.
007 Quantum of Solace utiliza el mismo motor gráfico que Call of Duty 4: Modern Warfare; de Infinity Ward.
También existe el modo multijugador con Windows Live y Xbox Live y se puede jugar con millones de personas de 25 países distintos.

## Trama
El Sr. White baja de su automóvil. Su teléfono móvil recibe una llamada y contesta. Al preguntar por el hablante desconocido, recibe una bala en su pierna. Intenta arrastrarse hacia la entrada de su finca, pero llega un Aston Martin del cual desciende James Bond, quien se presenta y lo coge de la pierna. En aquel instante, llegan vehículos con guardias de el Sr. White, por lo que Bond debe escapar hacia los jardines de la finca. 
Sigilosamente llega al cobertizo, para luego entrar a un invernadero, donde se enfrenta a tiros con refuerzos de guardias. Logra ingresar a la finca mediante el sótano. Dentro de la casa, se enfrenta a más hombres de White. Al sobrevivir, sale de el edificio y captura al Sr. White quien estaba intentando escapar. En la secuencia de los créditos, vemos como James Bond conduce su Aston Martin escapando de los vehículos que usan los guarda espaldas de White. 
Un vídeo del MI6 nos muestra el interrogatorio en Siena, se escucha a M, al Sr. White y a James Bond. Se escuchan unos disparos. M señala a Tanner que un guardia ha muerto y que Bond fue tras el traidor, Mitchell. Bond persigue a Mitchell por los acueductos subterráneos esquivando los obstáculos de los túneles. La persecución continúa en las calles. Todo acaba cuando Mitchell se acorrala en una construcción y recibe un disparo de Bond. 
(Lo siguiente Solo ocurre en la versión de PS2) En el siguiente informe escuchamos a M reprochando a Bond por asesinar a Mitchell. Sin embargo, Tanner comunica que se asocia con un tipo llamado Dominic Greene, quien ha estado negociando con el General Medrano. Bond se encuentra en los almacenes de Green. Bond llega en motocicleta al local. Sigilosamente se infiltra en el sitio, y ve a una chica, la cual Tanner identifica como Camille Rivera. Siguiéndola, llega hasta un muelle donde se desarrolla una reunión entre Greene y Medrano. Las cosas se complican cuando Camille interrumpe la reunión, el guardaespaldas de Greene, Elvis, percibe a Bond; y Medrano intenta escapar con la chica. Bond mata a los guarda espaldas de Medrano y rescata a Camille; sin embargo, Medrano y Greene escapan individualmente.
Bond viaja a la Casa de la Ópera en Bregenz, dónde Greene se reúne con los miembros de la organización Quantum, se abre paso por los andamios hasta lo alto del escenario y graba todo con su móvil, pero se enteran de su presencia y envían refuerzos, Bond mata a los guardias con un fusil de francotirador y el escenario es derribado, Bond y huye de la ópera ya que una fuga de gas empieza a causar incendios.
Se muestra un vídeo del MI6 en el que M le pide a Bond que se reúna con ella, pero él insiste en continuar su misión, él y Camille Rivera, una agente del servicio secreto de Bolivia, el avión en el que van es derribado por los mercenarios de Medrano, y ambos saltan en paracaídas a una cueva en Oruro y los mercenarios van a por él, así que Bond se enfrenta a ellos con una ametralladora y llega hasta Camille, los dos empiezan a hablar y ella le cuenta que cuando era pequeña, Medrano fue a su casa, asesinó a su padre a tiros y estranguló a su madre y a su hermana ;y está buscando venganza.
Bond tiene varios flashback, en el primero se encuentra en un poblado chabolista de Antananarivo con un novato: Carter ,ambos mantienen una conversación por radio mientras localizan a su objetivo,007 informa a Carter de que lo ha encontrado ,pero Carter hace que el objetivo lo descubra y huye, el objetivo era un  fabricante de bombas que trabaja para un terrorista y M le pide a Bond que no lo maten, Bond persigue al fabricante por unas obras y Bond lo tira de una grúa.
Bond viaja al Centro de Ciencias de Miami,el cual ha sido alquilado por Dimitrios para reunirse con Carlos, acaba con unos tiradores apostados en la azotea del edificio e intenta llegar al interior y se enfrenta a guardias contratados hasta llegar a lo alto del Museo y consigue derribar un helicóptero que intenta acabar con él, una vez dentro, Bond se enfrenta a más guardias y escapa hacia el aeropuerto de Miami.
Una vez allí, se activa una alarma de incendios y los civiles huyen, pero no aparecen los servicios de emergencia, ya que era una falsa alarma, Bond acaba con los mercenarios que hay allí mientras descarga un virus en el servidor del aeropuerto y finalmente asesina al terrorista, después descubrimos que trabajaba para un banquero llamado Le Chiffre, quien viajará a Casino Royale.
Bond ahora va camino a Montenegro en un tren junto con Vesper Lynd, y se le da la misión de acabar con un narcotraficante llamado John Bliss que viaja en el tren, llevando un cargamento de 100 kilogramos de heroína que lleva en un tren contiguo, Bond se abre paso por el tren hasta llegar al cargamento y desenganchar los vagones con la droga, se enfrenta a los hombres de Bliss y lo mata con los cables del propio tren.
007 llega a Casino Royale, en el Hotel Splendide, con el objetivo de matar a Steven Obanno, sale de un ascensor y ve a unos mercenarios escoltando a Le Chiffre al casino, Bond se cuela en el conducto de ventilación y cae detrás de una mesa en el balneario y se enfrenta a hombres de Obanno, llega a la recepción del hotel y abre la puerta del salón de baile, mata al resto de soldados y llega junto a Vesper, pero aparece Obanno, desarma a Bond y se lía a machetazos con él, al final lo desarma y le rompe el cuello con ayuda de Vesper. Más tarde, Bond está jugando al póker en Casino Poison con Le Chiffre y varias personas, pero Bond se empieza a sentir mal y abandona la partida, M informa a Bond de que su ritmo cardíaco se ha disparado y que tiene que llegar a su Aston Martin y usar su desfibrilador o si no morirá, así que se abre paso entre la gente del hotel hasta llegar al aparcamiento y enciende el desfibrilador, y se descubre que está desconectado, pero llega Vesper, lo arregla y Bond sobrevive, según el MI6,Bond ganó 115 millones de dólares en la partida con Le Chiffre, y en venganza secuestra a Lynd y Bond va en su rescate, pero sufre un accidente, se desmaya y los hombres de Le Chiffre se lo llevan.
Una vez despierto, se da cuenta de que lo van a llevar a una barcaza en la costa del Adriático, Bond estrangula al conductor del coche con sus esposas y escapa del coche, mata a unos cuantos mercenarios y cubre la fuga de Vesper de sus captores con un francotirador, pero un guardia la reduce y la lleva en la barcaza, Bond llega a la cubierta y se enfrenta a los hombres de Le Chiffre y llega hasta Vesper, y Le Chiffre deja inconsciente a Bond,lo captura y le pregunta dónde está el dinero, pero de repente alguien dispara a Le Chiffre y rescata a 007.
Bond aparece en Venecia,disfrutando de las vistas de la ciudad desde su habitación de hotel, recibe una llamada de M y le notifica que el dinero de su cuenta bancaria ha sido retirado, de repente, Vesper sale del hotel con un maletín, Bond corta la llamada y la sigue por la ciudad, enfrentándose a varios guardias del contacto de Vesper y llega a un edificio en obras, donde se encuentra un agente de Quantum llamado Gettler, a quien Vesper le entregará el dinero de Bond, es llevada a un ascensor, esto provoca  que el edificio empiece a derruirse, Bond mata a los guardias y llega a lo alto del edificio, dónde Vesper está a punto de ahogarse, pero Gettler le golpea con un palo, Bond lo mata con una pistola de clavos, rescata el cadáver de Lynd e intenta reanimarla, pero no funciona, y se lleva su teléfono.
Tras estos eventos, volvemos al presente, Bond y Camille son rescatados y él viaja en su coche mientras investiga el móvil de Vesper, mientras M le cuenta que ella tenía un novio y estaban muy enamorados, Bond llega a las oficinas del MI6,entra a la oficina de M, quien lo reprende porque Bond decía que a él no le motivaba la venganza ,pero Bond responde que a él le motiva su trabajo, M le dice que lo releva de su cargo y que queda pendiente de investigación, y es esposado y llevado a un ascensor junto con 2 agentes, pero Bond fuerza la cerradura de las esposas, reduce a los agentes y rompe la cámara del ascensor, Tanner pincha una llamada que tienen Bond y Camille, ella le dice a Bond que no salga hasta que vea su coche en la calle, M decide darle una segunda oportunidad y lo deja ir.
Bond y Camille llegan al Hotel Perla de las Dunas, en el vasto desierto de Bolivia, dónde se encuentran Medrano y Greene, Bond llega al aparcamiento del hotel, esquiva un coche que intenta atropellarlo, se enfrenta sus soldados y acaba con muchos de ellos, llega al atrio del hotel y le informa a Camille de la presencia de Medrano y ella le pide que le deje vengarse por lo que le hizo a sus padres, Medrano lo descubre y manda a más soldados y el hotel empieza a incendiarse, Bond dispara a los extintores para apagar el fuego y abrirse paso hasta Camille, quien va hacia Medrano, llega hasta una sala acristalada en la que Camille está tendida en el suelo y Medrano está a punto de matarla, como las puertas están cerradas, Bond dispara a unas bombonas de gas inflamable que destruyen los cristales y hieren a Medrano, Camille coge su pistola del suelo y le dispara a Medrano en la cara, ella le dice que vaya a por Greene, Bond llega al atrio y el fuego lo acorrala, se enfrenta a Greene y a sus hombres y finalmente lo mata, entonces Camille apaga el fuego que impide escapar a Bond y salen del hotel, llega un helicóptero y los saca de allí.

## Reparto
- Daniel Craig como James Bond.
- Eva Green como Vesper Lynd.
- Olga Kurilenko como Camille Rivera.
- Mads Mikkelsen como Le Chiffre.
- Mathieu Amalric como Dominic Greene.
- Judi Dench como M.

## Diferencias con las películas
-En los Muelles, James Bond logra infiltrarse sigilosamente hasta la zona donde Dominic Greene y el General Medrano hablan de sus negociaciones. Inclusive, Elvis advierte su presencia e intenta matarlo. Luego de zafar, Bond deberá rescatar a Camile de Medrano y acabar con los hombres de Greene.
-En el videojuego, los miembros de la organización Quantum reservan exclusivamente la Opera House de Bregenz para su reunión secreta. 
-Para reunirse con Carlos, Dimitrios reserva exclusivamente el Museo de Ciencias de Miami. 
-El vídeo que se muestra al haber completado el videojuego, es similar al final alternativo de Quantum of Solace. La secuencia de dura menos de un minuto consiste en que Haines, junto al Sr. White, están observando los vídeos de los informes secretos del MI6 en su casa. Pero Bond los observa por una ventana con binoculares, para luego decidirse entrar. 
REQUISITOS DEL SISTEMA
Windows Vista/XP. 
Procesador compatible con Intel Pentium 3.0 GHz, AMD Athlon 643200+ o cualquier procesador 1.8 GHZ Dual Core o superior.
Memoria de 512 MB RAM y 8 B de espacio libre. Tarjeta gráfica NVIDIA GeForce 6600 o superior o ATI Radeon 9800 Pro o superior.
CLASIFICACIÓN PEGI
+16
Violencia.
- Datos: Q1070821